# Lycochoriolaus angustatus
Lycochoriolaus angustatus är en skalbaggsart som först beskrevs av Julius Melzer 1935.  Lycochoriolaus angustatus ingår i släktet Lycochoriolaus och familjen långhorningar. Inga underarter finns listade i Catalogue of Life.